# 영선옹주
영선옹주(寧善翁主, ? ~ 1420년 음력 5월 13일)는 고려의 제32대 왕 우왕의 후궁이다.

## 생애

### 출신
고려 말 우왕의 총애를 받은 구비삼옹주 중 한명이다. 본관은 남평인데, 성씨를 찾을 수가 없다. 원래는 밀직 남질의 첩으로, 출신은 기생이었으며 이름은 칠점선(七點仙)이었다. 충숙왕이 총애하던 기생 만년환의 교방에 있던 기생이라고 한다.

### 후궁 시절
처음에 우왕이 칠점선을 보기 위해 불렀으나 남질은 칠점선이 아프다는 핑계를 대며 내보내지 않았다. 그러자 우왕이 자신의 수하 10여 명을 끌고 남질의 집으로 찾아가는 바람에 남질은 어쩔 수 없이 칠점선을 내 놓아야만 했다.
1385년(우왕 11년) 음력 12월에 정식으로 책봉되어 영선옹주(寧善翁主)의 호를 받았다. 칠점선이 옹주에 봉해지던 날에는 강인유의 딸 안비 강씨와 사노비 출신의 숙녕옹주(훗날의 덕비 조씨)도 있었는데, 당시 사노비와 기생을 왕비에 봉한 것은 역사상 유례가 없던 일로 백성들이 매우 놀랍고 해괴하게 여겼다고 기록되어 있다.

### 우왕 폐위 후
그러나 1388년(창왕 즉위년) 음력 6월 우왕이 폐위되고 근비 이씨 소생의 창왕이 옹립되면서, 근비는 왕대비가 되는 대신 나머지 우왕의 후비들은 모두 사가로 쫓겨났다. 이때 칠점선 역시 사가로 쫓겨났고, 더불어 나라에서 지급하던 물자도 모두 공급이 중단되었다.

### 사망
이후 조선 왕조가 개창한 후인 1420년(세종 2년) 음력 5월 13일에 사망했다. 당시 세종은 부의로 콩과 쌀 각각 10석씩을 비롯하여 종이, 관 등을 하사하였다. 첫 남편 남질과 두 번째 남편 우왕과의 사이에서 모두 후사는 없었다. 매장지에 대한 기록은 남아있는 것이 없다.

## 가족 관계
- 첫 번째 남편 : 남질(南秩, 생몰년 미상[8])
- 두 번째 남편 : 제32대 우왕(禑王, 1365~1389, 재위:1374~1389)